# Superphénix

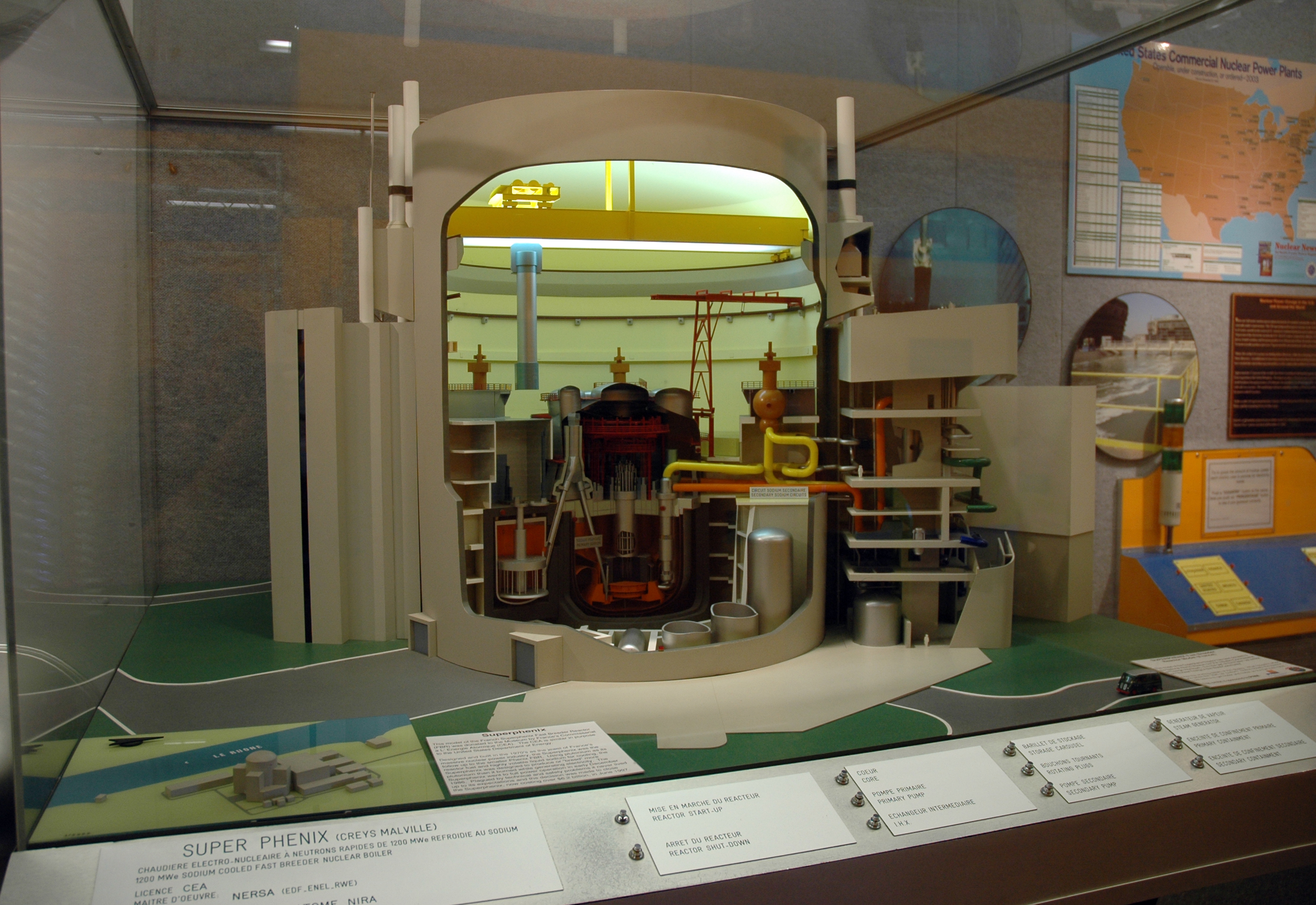
Model reaktoru Superphénix

Superphénix byl francouzský pokusný jaderný reaktor. Jedná se o typ rychlého množivého reaktoru (FBR - Fast Breeder Reactor). Je umístěn v demonstrační jaderné elektrárně Creys-Malville, která leží mezi Lyonem a švýcarskými hranicemi. Do plného provozu byl uveden roku 1986 a jeho činnost byla ukončena v roce 1997.